# Giornata internazionale della lingua madre

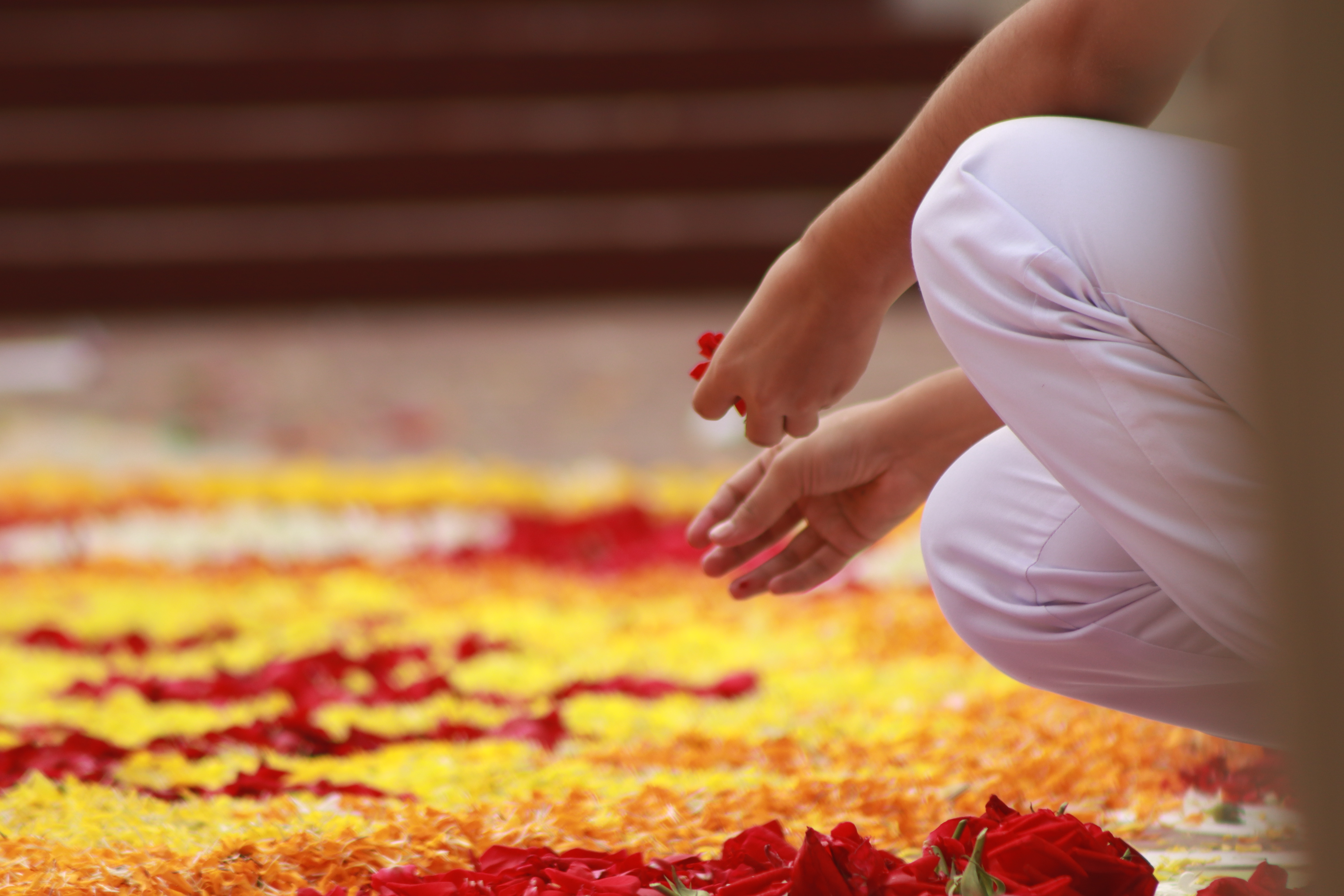
Celebrazioni in Bangladesh, nel 2023

La giornata internazionale della lingua madre è una celebrazione indetta dall'UNESCO per il 21 febbraio di ogni anno per promuovere la madrelingua, diversità linguistica e culturale e il multilinguismo. Istituita nel 1999 su proposta del Bangladesh, è celebrata dall'anno seguente; nel 2007 è stata riconosciuta dall'Assemblea generale dell'ONU, contemporaneamente alla proclamazione del 2008 come Anno internazionale delle lingue.
Il 21 febbraio è stato scelto per ricordare il 21 febbraio 1952, quando diversi studenti bengalesi dell'Università di Dacca furono uccisi dalle forze di polizia del Pakistan (che allora comprendeva anche il Bangladesh) mentre protestavano per il riconoscimento del bengalese come lingua ufficiale.